# Simpson Horror Show XXXII
Le Simpson Horror Show XXXII est un épisode de la série télévisée d'animation Les Simpson. Il s'agit du troisième épisode de la trente-troisième saison et du 709e de la série.

## Synopsis

### Introduction
Barti et sa mère sont poursuivis par un chasseur, M. Burns. Après avoir couru dans une grotte, Barti découvre que sa mère n'y est jamais revenue. En revenant à travers la forêt, il rencontre M. Burns, demandant où est sa mère.

### Bong-Joon-Ho's This Side of Parasite
Les Simpson vivent dans un sous-sol sordide, mais leur vie change lorsque Bart fait embaucher la famille au manoir de Rainer Wolfcastle.

### A Nightmare on Elm Tree
Homer décide d'abattre l'arbre dans lequel se trouve la cabane pour empêcher les enfants d'y raconter des histoires effrayantes à chaque nuit d'Halloween. Cependant, l'arbre prend vie et décide de se venger des humains.

### Poetic Interlude
Vincent Price lit à Maggie un conte nommé "The Telltale Bart" qui retrace toutes les mauvaises farces de ce dernier, mois par mois. Avant qu'il puisse dire ce que Bart a fait en décembre, qui est apparemment la pire de toutes, Maggie étrangle Vincent Price, le tuant sur le coup.

### Dead Ringer
Les enfants de l'Ecole Elementaire de Springfield découvrent que tous ceux qui regardent des vidéos TikTok mourront dans sept jours tandis que Lisa planifie un moyen d'arrêter cette vidéo.

## Réception
Lors de sa première diffusion, l'épisode a attiré 3,94 millions de téléspectateurs.